# Group 1 Crew
Group 1 Crew è stato un gruppo musicale statunitense formatosi nel 2003 e scioltosi nel 2017.

## Storia del gruppo
I Group 1 Crew hanno ottenuto il loro primo ingresso nella Billboard 200 col terzo album in studio Outta Space Love, entrato al 96º posto della classifica. In precedenza, hanno pubblicato gli LP Group 1 Crew (2007) e Ordinary Dreamers (2008).

## Formazione
- Jose "Manwell" Reyes – voce (2003-2017)
- Sarah Sandoz – voce (2014-2017)
- Lance Herring – chitarra (2014-2017)
- Loren "Snoopy" Clark – basso (2014-2017)
- Brian – batteria (2014-2017)
- Pablo Villatoro – voce (2003-2017)
- Blanca Callahan – voce (2003-2013)
- Ben Callahan – percussioni, cori (2006-2013)

## Discografia

### Album in studio
- 2007 – Group 1 Crew
- 2008 – Ordinary Dreamers
- 2010 – Outta Space Love
- 2012 – Fearless
- 2016 – Power

### EP
- 2007 – No Plan B
- 2014 – #Faster

### Singoli
- 2010 – Walking on the Stars
- 2010 – Take It There
- 2012 – Christmas
- 2013 – Holly Jolly Christmas
- 2013 – Quok Quok
- 2014 – #Stronger